# Macropygia rufipennis
Macropygia rufipennis é uma espécie de ave pertencente à família dos columbídeos, encontrado em Andamão e Nicobar.
Seu nome popular em língua inglesa é Andaman cuckoo-dove.